# Pozo de Águila
Pozo de Águila är en ort i Mexiko.   Den ligger i kommunen San José Tenango och delstaten Oaxaca, i den sydöstra delen av landet, 290 km sydost om huvudstaden Mexico City. Pozo de Águila ligger 378 meter över havet och antalet invånare är 192.
Terrängen runt Pozo de Águila är varierad. Runt Pozo de Águila är det ganska tätbefolkat, med 86 invånare per kvadratkilometer. Närmaste större samhälle är Huautla de Jiménez, 18,5 km väster om Pozo de Águila. I omgivningarna runt Pozo de Águila växer i huvudsak städsegrön lövskog.